# Frieda Lagus
Frieda Lagus (también Elfriede Lagus; Sarajevo, Austria-Hungría, 1891 - Berlín, 27 de octubre de 1914) fue una artesana, diseñadora de moda y una de las primeras arquitectas austriacas.

## Vida y obra
Frieda Lagus era la hermana del editor y más tarde presidente de la Österreichischer Werkbund Otto Lagus (2 de septiembre de 1889 - marzo de 1965), quien se casó con ella artista gráfica y textil Gabriele Lagus-Möschl en 1918. Frieda Lagus fue posteriormente confundida con ella en la recepción de las obras.
Estudió en la Universidad de Artes Aplicadas de Viena. y alrededor de 1913 creó diseños de moda para los Wiener Werkstätte (WW), que se mostraron en desfiles de moda en el Művészház de Budapest (Museo de Bellas Artes de Budapest) y en Berlín. Acompañó al ex director de la WW, Fritz Waerndorfer, en su partida a los EE. UU. En "The Times Richmond" del 6 de abril de 1914, se describe un vestido futurista que diseñó y usó en este viaje. Antes de emprender su viaje visitó el taller de Paul Poiret.
Con su contribución al concurso de arquitectura "Casa de las Mujeres" en la Exposición Werkbund de Colonia en 1914, ganó el segundo premio. El trabajo de Margarete Knüppelholz-Roeser recibió el primer premio y el diseño de Emilie Winkelmann recibió el tercer premio. Lagus se mudó a Berlín después de la competición.
Peter Altenberg abordó su suicidio en el poema "Der Tod".